# Volcán Los Vidrios
Volcán Los Vidrios är en vulkan i Mexiko.   Den ligger i delstaten Sonora, i den nordvästra delen av landet, 2 000 km nordväst om huvudstaden Mexico City. Toppen på Volcán Los Vidrios är 282 meter över havet.
Terrängen runt Volcán Los Vidrios är platt. Runt Volcán Los Vidrios är det mycket glesbefolkat, med 4 invånare per kvadratkilometer. Omgivningarna runt Volcán Los Vidrios är i huvudsak ett öppet busklandskap.